# هورتنس تشايلد سميث
هورتنس تشايلد سميث (بالإنجليزية: Hortense Child Smith)‏ هي قائدة دينية أمريكية، ولدت في 6 مايو 1919، وتوفيت في 17 مايو 2012 في مدينة سولت ليك في الولايات المتحدة.